# Lista finalelor Campionatului Mondial de Fotbal

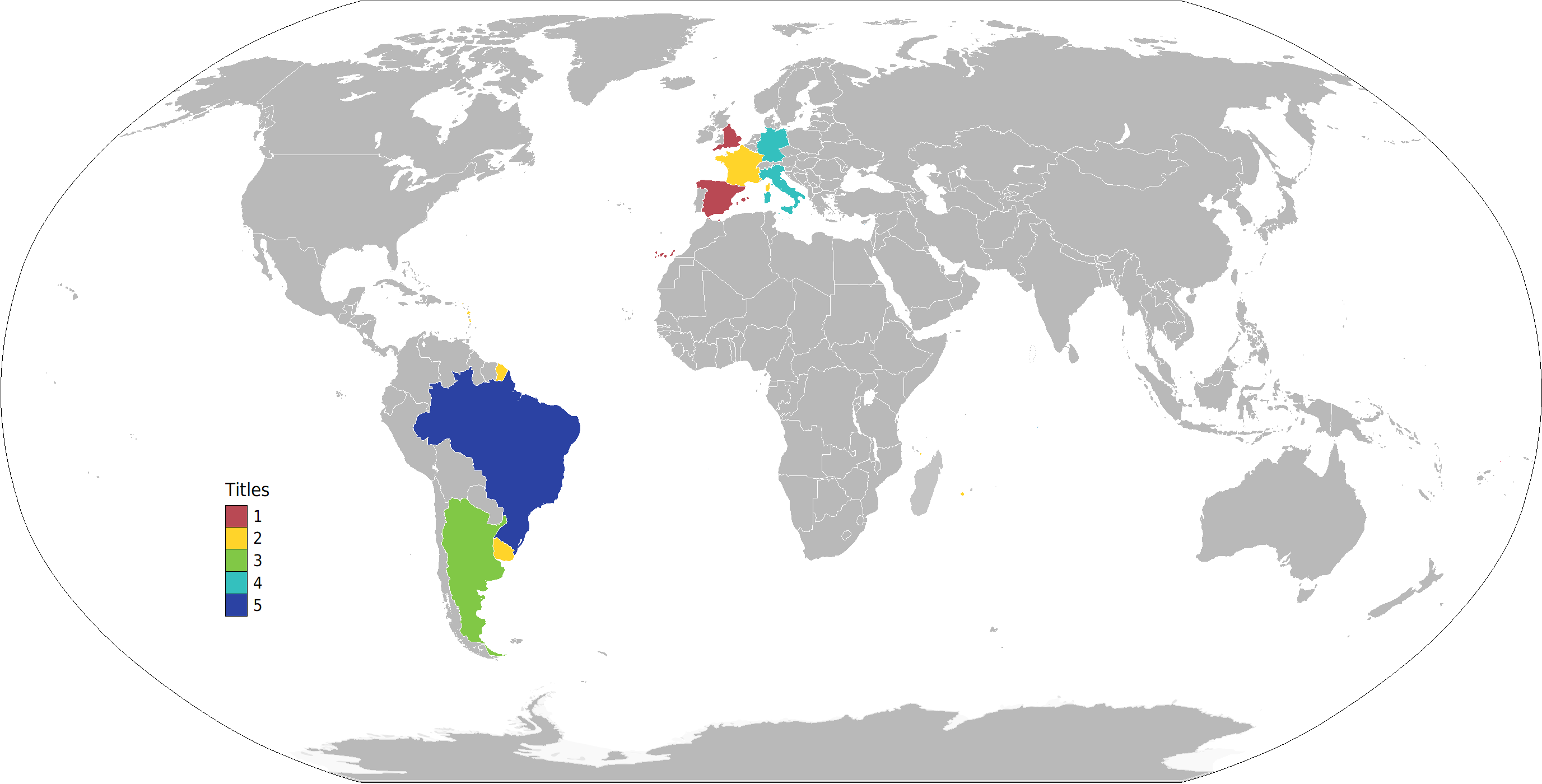
Harta țărilor câștigătoare

Campionatul Mondial de Fotbal este o competiție internațională de fotbal, înființată în 1930. Acesta se dispută între echipele naționale de fotbal ale statelor membre FIFA, organul conducător al fotbalului mondial. Turneul are loc o dată la patru ani, cu excepția anilor 1942 și 1946, ani în care competiția a fost anulată din cauza celui de-al doilea Război Mondial. Ediția a 22-a a Campionatului Mondial de Fotbal, găzduită de Qatar în 2022, a fost câștigată de Argentina, care în finală a terminat la egalitate cu Franța, 3-3 și a câștigat loviturile de departajare cu scorul de 4-2.
Finala Campionatului Mondial de Fotbal este ultimul meci al competiției, meci decisiv în rezultatul căruia este determinată țara ce va fi declarată campioană mondială. Dacă după 90 de minute de joc regulamentar scorul este egal, arbitrul prelungește meciul cu un timp suplimentar de 30 de minute de joc. Dacă scorul meciului rămâne egal și după prelungiri, se purcede la procedura de executare a loviturilor de departajare, câștigătoarea cărora este declarată campioană. Campioana mondială la fotbal a fost decisă mereu în urma unui singur meci final decisiv, cu excepția ediției din 1950, când câștigătoarea competiției s-a decis dintr-o grupă finală de patru echipe (Uruguay, Brazilia, Suedia, și Spania). Victoria Uruguayului cu 2–1 în fața Braziliei a fost meciul decisiv (și unul din ultimile două meciuri ale turneului), care l-a clasat pe primul loc în grupă, asigurându-i astfel titlul de campioană mondială. Prin urmare, acest meci este considerat de facto de către FIFA - finala Campionatului Mondial de Fotbal 1950.
În cele 20 ediții ale turneului, 77 de țări au apărut cel puțin o dată la turneul final. Dintre acestea, 12 echipe au ajuns să joace în finală, dintre care opt au câștigat-o. Cu 5 titluri la activ, Brazilia este cea mai de succes echipă de la Campionatul Mondial și de asemenea este unica țară care a participat în fiecare ediție a turneului final al CMF. Italia și Germania au câte patru titluri fiecare, iar Argentina are trei titluri. Alte foste campioane sunt Uruguay și Franța cu câte două titluri fiecare, Anglia și Spania, care au câștigat câte o dată turneul. Spania a câștigat primul său titlu în 2010. Ultima ediție, cea din 2018, a fost câștigată de Franța, care a învins Croația in finală cu scorul de 4-2.

## Lista finalelor
| †             | Meci decis în prelungiri                |
| double-dagger | Meci decis la loviturile de departajare |

- Notă: Coloana „Ediția” se referă la ediția Campionatului Mondial de Fotbal în care s-a ținut acea finală, și legătura duce către articolul turneului respectiv. Legăturile din coloana „Scor final” duc la articolele finalelor respective. Iar legăturile din coloanele „Campioană” și „Vicecampioană” duc către articolele echipelor naționale de fotbal ale acestor țări, ci nu la articolul țării.

| Ediția | Campioană        | Scor final | Vicecampioană    | Stadion                          | Locația                             | Spectatori | Ref.          |
| ------ | ---------------- | ---------- | ---------------- | -------------------------------- | ----------------------------------- | ---------- | ------------- |
| 1930   | Uruguay          | 4–2        | Argentina        | Estadio Centenario               | Montevideo, Uruguay                 | 80 000     | [ 6 ] [ 7 ]   |
| 1934   | Italia           | 2–1†       | Cehoslovacia     | Stadio Nazionale PNF             | Roma, Italia                        | 50 000     | [ 8 ] [ 9 ]   |
| 1938   | Italia           | 4–2        | Ungaria          | Stade Olympique de Colombes      | Paris, Franța                       | 45 000     | [ 10 ] [ 11 ] |
| 1950   | Uruguay          | 2–1        | Brazilia         | Estádio do Maracanã              | Rio de Janeiro, Brazilia            | 174 000    | [ 12 ] [ 13 ] |
| 1954   | Germania de Vest | 3–2        | Ungaria          | Wankdorf Stadium                 | Berna, Elveția                      | 60 000     | [ 14 ] [ 15 ] |
| 1958   | Brazilia         | 5–2        | Suedia           | Stadionul Råsunda                | Solna, Suedia                       | 51 800     | [ 16 ] [ 17 ] |
| 1962   | Brazilia         | 3–1        | Cehoslovacia     | Estadio Nacional                 | Santiago, Chile                     | 69 000     | [ 18 ] [ 19 ] |
| 1966   | Anglia           | 4–2†       | Germania de Vest | Stadionul Wembley                | Londra, Anglia                      | 93 000     | [ 20 ] [ 21 ] |
| 1970   | Brazilia         | 4–1        | Italia           | Estadio Azteca                   | Mexico City, Mexic                  | 107 412    | [ 22 ] [ 23 ] |
| 1974   | Germania de Vest | 2–1        | Țările de Jos    | Olympiastadion                   | München, Germania de Vest           | 75 200     | [ 24 ] [ 25 ] |
| 1978   | Argentina        | 3–1†       | Țările de Jos    | Estadio Monumental               | Buenos Aires, Argentina             | 71 483     | [ 26 ] [ 27 ] |
| 1982   | Italia           | 3–1        | Germania de Vest | Santiago Bernabéu                | Madrid, Spania                      | 90 000     | [ 28 ] [ 29 ] |
| 1986   | Argentina        | 3–2        | Germania de Vest | Estadio Azteca                   | Mexico City, Mexic                  | 114 600    | [ 30 ] [ 31 ] |
| 1990   | Germania de Vest | 1–0        | Argentina        | Stadio Olimpico                  | Roma, Italia                        | 73 603     | [ 32 ] [ 33 ] |
| 1994   | Brazilia         | 0–0 ·      | Italia           | Rose Bowl                        | Pasadena, California, Statele Unite | 94 194     | [ 34 ] [ 35 ] |
| 1998   | Franța           | 3–0        | Brazilia         | Stade de France                  | Saint-Denis, Franța                 | 80 000     | [ 36 ] [ 37 ] |
| 2002   | Brazilia         | 2–0        | Germania         | Stadionul Internațional Yokohama | Yokohama, Japonia                   | 69 029     | [ 38 ] [ 39 ] |
| 2006   | Italia           | 1–1 ·      | Franța           | Olympiastadion                   | Berlin, Germania                    | 69 000     | [ 40 ] [ 41 ] |
| 2010   | Spania           | 1–0†       | Țările de Jos    | Soccer City                      | Johannesburg, Africa de Sud         | 84 490     | [ 42 ] [ 43 ] |
| 2014   | Germania         | 1–0†       | Argentina        | Estádio do Maracanã              | Rio de Janeiro, Brazilia            | 74 738     | [ 44 ]        |
| 2018   | Franța           | 4-2        | Croația          | Lujniki                          | Moscova, Rusia                      | 78 011     |               |
| 2022   | Argentina        | 3-3        | Franța           | Lusail Iconic                    | Lusail, Qatar                       | 88.966     |               |

## Rezultate după țară
| Echipa națională | În finală | Campioană | Vicecampioană | Anii învingători             | Anii perdanți          |
| ---------------- | --------- | --------- | ------------- | ---------------------------- | ---------------------- |
| Brazilia         | 7         | 5         | 2             | 1958, 1962, 1970, 1994, 2002 | 1950, 1998             |
| Germania         | 8         | 4         | 4             | 1954, 1974, 1990, 2014       | 1966, 1982, 1986, 2002 |
| Italia           | 6         | 4         | 2             | 1934, 1938, 1982, 2006       | 1970, 1994             |
| Argentina        | 6         | 3         | 3             | 1978, 1986, 2022             | 1930, 1990, 2014       |
| Franța           | 4         | 2         | 2             | 1998, 2018                   | 2006, 2022             |
| Uruguay          | 2         | 2         | 0             | 1930, 1950                   | –                      |
| Anglia           | 1         | 1         | 0             | 1966                         | –                      |
| Spania           | 1         | 1         | 0             | 2010                         | –                      |
| Țările de Jos    | 3         | 0         | 3             | –                            | 1974, 1978, 2010       |
| Cehoslovacia     | 2         | 0         | 2             | –                            | 1934, 1962             |
| Ungaria          | 2         | 0         | 2             | –                            | 1938, 1954             |
| Suedia           | 1         | 0         | 1             | –                            | 1958                   |
| Croația          | 1         | 0         | 1             |                              | 2018                   |

## Rezultate după confederație
| Confederație | Finale | Câștigate | Pierdute |
| ------------ | ------ | --------- | -------- |
| UEFA         | 29     | 12        | 17       |
| CONMEBOL     | 15     | 10        | 5        |